# Saajat

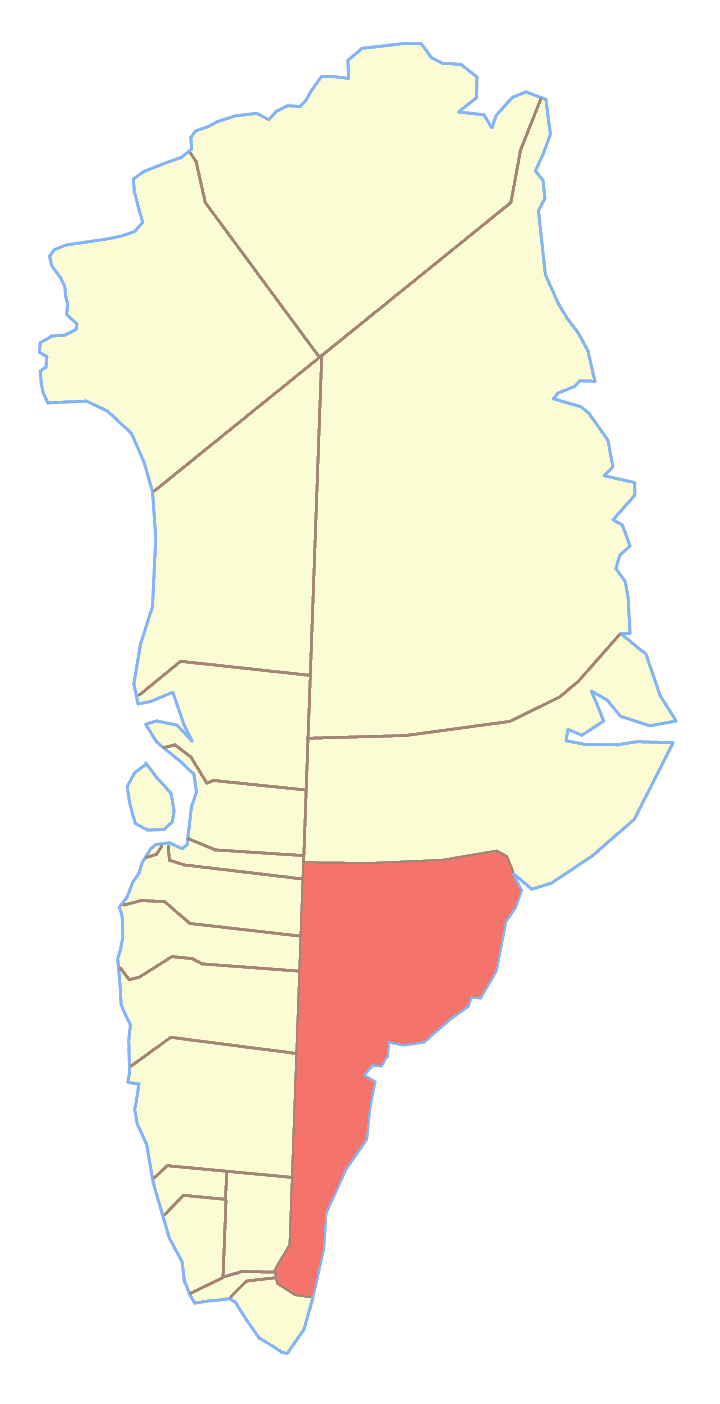
Ex comune di Ammassalik, dove si trovava il Saajat

Il Saajat è una montagna della Groenlandia di 603 m. Si trova a 65°33'N 37°03'O; appartiene al comune di Sermersooq.